# Aéroport de Kharkiv-nord
L'Aéroport de Kharkiv/nord (code OACI : UKHV) est un aéroport situé à Kharkiv, en Ukraine.

## Histoire
L'aéroport est utilisé par l'usine KhAZ (Харківське державне авіаційне виробниче підприємство) qui produisait cinq à six Tu-134 par mois, puis des Antonov An-74TK-200A qui ont été livrés entre 2011 et 2014.
Il était, en 1923 le principal aéroport de la ville.

## Situation
| Berdiansk Oujhorod Brody Ouman Kanatove Konotop Djankoï Tchouhouïv Kryvyï Rih Donetsk Sébastopol DniproVesseloïeBaheroveHorodokChersonèseGvardeïskoïeKatchaIvano-Frankivsk Izmaïl JovtneveJytomyr Koulbakino Kharkiv · Charcovie Khmelnytskyï Kherson KrementchoukKiev/Kyïv · Jouliany Kiev/Kyïv · Boryspil Kryvyï Rih Kolomya Loutsk Louhansk LvivMarioupol Mykolaïv Myrhorod Nijyn Odessa Poltava Rivne Sambir Simferopol Starokostiantyniv Tchernivtsi Vinnytsia Zaporijjia |